# Random Album Title
Random Album Title es el tercer álbum de estudio del productor  de house deadmau5. Lanzado por  Ministry of Sound en el Reino Unido y en Europa, mientras que en Estados Unidos fue lanzado por Ultra Records . El álbum contiene los sencillos "Faxing Berlin" y la colaboración de Kaskade con deadmau5 "I Remember". Fue lanzado físicamente en Irlanda el 3 de octubre de 2008 y en el Reino Unido el 6 de octubre de 2008. En los Estados Unidos, y Canadá, existen dos versiones del álbum, sin mezclar (UL1905) y Mixto (UL1868). Fue lanzado el 2 de septiembre de 2008 en formato digital (beatport.com, iTunes, etc), y fue lanzado físicamente en todo el mundo el 4 de noviembre del mismo año.
Tras el éxito del sencillo «I Remember»  en el Reino Unido, Random Album Title entró en el UK Albums Chart  en No.  75, el 31 en mayo de 2009. Un video para "I Remember" fue lanzado a principios de 2009.
La canción «Arguru» fue escrita en memoria de Juan Antonio Argüelles Rius, un conocido desarrollador de software de audio y músico.

## Track List
| N.º     | Título                                   | Duración |  |
| 1.      | «Sometimes Things Get, Whatever»         | 7:15     |  |
| 2.      | «Complications»                          | 5:31     |  |
| 3.      | «Slip»                                   | 7:44     |  |
| 4.      | «Some Kind Of Blue»                      | 6:19     |  |
| 5.      | «Brazil»                                 | 5:23     |  |
| 6.      | «Alone With You»                         | 7:30     |  |
| 7.      | «I Remember» (con Kaskade)               | 9:07     |  |
| 8.      | «Faxing Berlin (Piano Acoustic Version)» | 1:39     |  |
| 9.      | «Faxing Berlin»                          | 2:36     |  |
| 10.     | «Not Exactly»                            | 8:00     |  |
| 11.     | «Arguru»                                 | 5:30     |  |
| 12.     | «So There I Was»                         | 6:49     |  |
| 1:12:26 |                                          |          |  |